# Nâzım Hikmet
Nâzım Hikmet Ran [názəm híkmet rán], turški pesnik, pisatelj, dramatik, scenarist in režiser, * 15. januar 1902, Solun, Osmansko cesarstvo, † 3. marec 1962, Moskva, Sovjetska zveza.
Njegove pesmi so prevedene v več kot petdeset jezikov, za svoja dela pa je prejel številne nagrade. Je prvi izvajalec prostega verza v Turčiji in eno najpomembnejših imen sodobne turške poezije. Dosegel je mednarodni ugled in je med najbolj priljubljenimi pesniki 20. stoletja na svetu. Zaradi svojih komunističnih političnih prepričanj je bil večkrat aretiran in večino svojega življenja je preživel v zaporu ali izgnanstvu. Po odhodu iz Turčije leta 1951 mu je bilo odvzeto turško državljanstvo; Ta odločba je bila razveljavljena 5. januarja 2009, 46 let po njegovi smrti.[1]
Umrl je zaradi srčnega infarkta v Moskvi leta 1963, kjer je tudi pokopan.

## Življenje

### Zgodnje življenje
Nâzım Hikmet se je rodil kot Mehmed Nâzım 15. januarja 1902 v Solunu očetu Hikmetu Nâzım Beyu in mati Ayşe Celile Hanım. Osnovnošolsko izobrazbo je končal na Göztepe Stone School. Svojo prvo pesem Feryad-ı Vatan je napisal 3. julija 1913. Šolanje je nadaljeval na Nişantaşı Sultanisi. 25. septembra 1915 je vstopil v pomorsko šolo Heybeliada. Ranova prva objavljena pesem, "Hala Servilerde Ağlıyorlar mı?" (Ali še vedno jočejo na pogradih?), je bila objavljena v reviji Yeni Mecmua 3. oktobra 1918. Istega leta je diplomiral in bil imenovan za častnika pripravnika na šolski ladji Hamidiye. Pozimi 1919 je zbolel za plevritisom in zaradi dolgotrajnega zdravljenja je bil maja 1920 opravičen vojaške službe.[2]

### Obdobje narodnega boja
Turška vojna za neodvisnost se je začela leta 1919. Ran, ki je prvo leto nacionalnega boja še vedno okreval po bolezni, se je nato pri 19 letih na skrivaj preselil v Anatolijo, da bi se januarja 1921 pridružil boju. Ko je prispel v mesto Inebolu, je od blizu spoznal vse probleme tamkajšnjega ljudstva, zlasti kmetov, ki so trpeli zaradi vojne in pomankanja.[6] Tam je tudi spoznal socialista Sadika Ahija preko katerega se je seznanil s socialističnimi in komunističnimi idejami, po katerih se je začel ravnati. Kljub njegovi želji pa na fronto ni bil nikoli poslan, temveč je bil junija 1921 imenovan za učitelja na bližnji šoli v Boluju. Kmalu pa si je nakopal težave, saj so si njegove komunistične ideje nasprotovale s konzervativno naravo okolja. Avgusta 1921 je bil zato prisiljen zapustiti Bolu in se preselil v Batum. Tam je nekaj časa živel in nato julija 1922 odšel v Moskvo.

### Moskovsko obdobje (1922-1928)
Po prihodu v Moskvo je začel študirati ekonomijo in politične vede na Komunistični univerzi delavcev vzhoda (KUDV). Poleg tega se je poglobil v rusko avantgardno poezijo in se seznanil z deli literarnih osebnosti, kot so Eduard Georgijevič Bagricki, Vladimir Majakovski, Ilja Lvovič Selvinski, Vera Mijalovna Inber ter Panov. Po navdihu ruskih futuristov in konstruktivistov je začel razvijati nove oblike literature. Opustil je zlogovni verz in začel pisati v prostih verzih. Leta 1924 je izšla njegova prva pesniška zbirka “28 Kanunisani” (28 zakonskih), ki opisuje dogodke v življenju turškega revolucionarja in komunista Mustafe Suphija.
Po diplomi na KUDV decembra 1924 se je vrnil v Turčijo, kjer je pisal članke za tamkajšnje časopise. Marca 1925 pa so turške oblasti sprejele poseben zakon, s katerim je bilo delovanje levičarskih organizacij in medijski organov prepovedano. Aretirani so bili številni pisatelji in zaradi svojih objav se je pod drobnogledom policije znašel tudi Ran. Da bi se izognil aretaciji, je Ran pobegnil v Izmir. 12. avgusta 1925 so mu na Istiklalskem sodišču sodili v odsotnosti in ga obsodili na 15 let zapora. Konec meseca je Ran pobegnil nazaj v Moskvo.

### Vrnitev v Turčijo (1928-1935)
1. marca 1926 je bil sprejet nov turški kazenski zakonik, s katerim je bila Ranova 15-letna kazen  znižana na zgolj eno leto. Ran je zato turško veleposlaništvo v Moskvi večkrat zaprosil za vrnitev v Turčijo. Po več zavrnjenih prošnjah pa se je julija 1928 v Turčijo odločil vstopiti ilegalno, s tujim potnim listom. Pridržan je bil v Hopi in bil premeščen v Istanbul. Na sodišču je bila sodba Istiklalskega sodišča iz leta 1925 razveljavljena, zaradi uporabe tujega potnega lista pa je bil obsojen na tri mesece zapora. Ker pa je pripor že presegel kazen treh mesecev, so ga izpustili.
Zaradi vseh sodnih postopkov, ki jih je prestal, se je Ran odločil zmanjšati svoje politično delovanje in se osredotočil zgolj na literarno ustvarjanje. V tem času je izšla pesniška zbirka "835 Satır" (835 vrstic), ki je imela širok odmev v literarnih krogih - hvalili so ga mnogi vplivni pesniki, denimo Ahmet Haşim. Toda v tem času so Ranove ideje o uničevanju stare literature in postavljanju temeljev nove v njegovi seriji člankov z naslovom "Putları Yıkıyoruz" (Uničujemo idole) pritegnile reakcijo vodilnih osebnosti tega obdobja.

### Življenje v zaporu (1938-1950)
Pridržan je bil v noči 17. januarja 1938 in poslan v Ankaro, kjer so mu na vojaškem sodišču sodili zaradi "napeljevanja vojakov proti nadrejenim" v svojih delih in aktivnega "spodbujanja mornarice k uporu". Brez vsakršnih prič so ga obsodili na skupaj 33 let zapora in doživljenjsko prepoved opravljanja javnih služb. Zaprt je bil v zaporih v Istambulu, Çankırı in Bursi. V tem času je iz zapora še vedno nadaljeval s proučevanjem literature. Še naprej pa si je prizadeval za razveljavitev sodbe, med drugim tudi z gladovno stavko. K njegovi izpustitvi pa so pozivala tudi številna imena v kulturni in umetniški skupnosti tistega časa. 14. julija 1950 je bil naposled sprejet zakon o splošni amnestiji in dan kasneje je bil Ran, po 12 letih neprekinjenega zapora, izpuščen.

### Obdobje izgnanstva
Po izpustitvi iz zapora je Ran živel v Istanbulu. Kmalu pa je bil vpoklican na služenje vojaškega roka, zaradi česar je 17. junija 1951 zapustil Istanbul in odšel v Moskvo. Zatem se v Turčijo ni mogel več vrniti.
Mesec dni po odhodu, 25. julija 1951, mu je bilo odvzeto turško državljanstvo. Ob tem je dejal, da bo zaradi tega šel po svetu, a ga nihče ne more ločiti od tega, da je Turk – večno zvest svojemu narodu.
Kmalu je postal državljan Poljske, rojstne dežele svojega pradedka Mustafe Celaleddina Paše (roj. Konstantin Borzecki), in prevzel njegov rojstni priimek Borzecki. Živel je v Moskvi in veliko potoval po svetu. Obiskal je Bolgarijo, Madžarsko, Francijo, Kubo in Egipt, tam organiziral konference in sodeloval v protivojnih in protiimperialističnih akcijah. Med obiskom Kitajske leta 1952 pa je zbolel in se vrnil v Moskvo. Po okrevanju je nadaljeval s književnim delom.

### Smrt
Umrl je 3. junija 1963 zaradi srčnega infarkta. Slovesnosti, ki je potekala v dvorani Zveze sovjetskih pisateljev, se je ob njegovi smrti udeležilo na stotine domačih in tujih umetnikov. Pokopan je na znamenitem pokopališču Novodevičje. Na nagrobniku iz črnega granita je ovekovečen lik človeka, ki hodi proti vetru, prav tako kot v eni izmed njegovih slavnejših pesmi ‘’Yürüyen Adam’’ (Človek, ki hodi).
Od leta 1938, ko je bil obsojen na zapor, do leta 1968 so bila vsa njegova dela v Turčiji prepovedana; Začela pa so izhajati v različnih izdajah od leta 1965 dalje.

### Ponovna pridobitev turškega državljanstva
Leta 2006 je bilo izjavljeno, da bo turški Svet ministrov sprejel novo uredbo glede tistih, ki jim je bilo odvzeto državljanstvo Republike Turčije. Ta uredba pa naj bi bila namenjena samo živim ljudem, kar ne vključuje Rana, o katerem se je razpravljalo že vrsto let. Pozneje, 5. januarja 2009, pa je v Svetu ministrov potekalo glasovanje glede predloga za razveljavitev sklepa, ki je Ranu leta 1951 odvzel turško državljanstvo, na katerem je bil ta predlog izglasovan. Sklep je bil objavljen 10. januarja 2009 in Nâzım Hikmet Ran je po 58 letih ponovno postal državljan Republike Turčije.

## Slog in dosežki
Ran je svoje prve pesmi pisal v zlogovnem verzu, vendar so se konceptualno zelo razlikovale od pesmi drugih avtorjev. Z nadaljnjim razvojem njegove pesniške koncepcije pa so ozke oblike zlogovnega verza postajale vedno bolj omejujoče, zato se je lotil iskanja novih oblik za svoje pesmi. Nanj so vplivali predvsem mladi sovjetski pesniki, ki so zagovarjali futurizem. Meje zlogovnega verza je dokončno prebil leta 1922 v Moskvi in začel pisati v prostih verzih, ki so se skladali z bogatimi glasovnimi lastnostmi turškega jezika. Po vrnitvi v Turčijo je postal vodja turške avantgarde, ki je ustvarjala tokove inovativnih pesmi, iger in filmskih scenarijev. Turški in neturški pisci so ga primerjali z velikimi osebnostmi, kot so Federico García Lorca, Louis Aragon, Vladimir Majakovski, Faiz Ahmed Faiz in Pablo Neruda. Po njih se je Ran pogosto oblikovno in slogovno zgledoval, a je njegova literarna osebnost edinstvena po sintezi ikonoklazma in lirike, ideologije in pesniške dikcije.
Zaradi njegovih političnih stališč so bila njegova dela od leta 1938 do 1965 v Turčiji prepovedana.
Bil pa je tudi med prejemniki Mednarodne nagrade za mir leta 1950.[7]

### Izbrana dela

#### Pesmi / Pesniške zbirke
- Benerci Kendini Niçin Öldürdü? (Zakaj se je Bernerci ubil?), 1932
- Simavne Kadısı Oğlu Şeyh Bedreddin Destanı (Ep o šejku Bedredinu, sinu Simavne Kadija), 1936
- Yeni Şiirler  (Nove pesmi), 1951-1959
- Kuvayi Milliye (Nacionalne sile), 1968
- Memleketimden İnsan Manzaraları (Človeške pokrajine iz mojega domačega kraja), 1966-1967
- 835 Satır (835 vrstic), 1929
- Yürüyen Adam (Človek, ki hodi)
- Kız Çocuğu (Deklica), 1956
- 23 Sentlik Askere Dair (O vojaku vrednem 23 centov)

#### Igre
- İvan İvanoviç Var mıydı, Yok muydu? (Je Ivan Ivanovič obstajal ali ne?), 1954
- Ferhad ile Şirin (Ferhad in Širin), 1965
- Yusuf ile Menofis (Jožef in Menofis), 1967

#### Romani
- Yaşamak Güzel Şey Be Kardeşim (Lepo je živeti, brat), 1967

#### Zgodbe
- Sevdalı Bulut (Ljubeč oblak), 1968

#### Filmi
- Cici Berber (Lepi brivec), 1933
- Düğün Gecesi (Poročna noč), 1933
- Güneşe Doğru (Proti soncu), 1937

#### Scenariji
- Balıkçı Güzeli (Ribičeva lepotica), 1953
- Bir Aşk Masalı / ru. Lyubov moya, pechal moya (Ljubezenska zgodba / Moja ljubezen, moja žalost), 1978